# Dan Immerfall
Dan Immerfall, właśc. Daniel James Immerfall (ur. 14 grudnia 1955 w Madison) – amerykański łyżwiarz szybki, brązowy medalista olimpijski i wicemistrz świata.

## Kariera
Największe sukcesy w karierze Dan Immerfall osiągnął w 1976 roku, kiedy zdobył dwa medale na międzynarodowych imprezach. W lutym wywalczył brązowy medal w biegu na 500 m podczas igrzysk olimpijskich w Innsbrucku, gdzie wyprzedzili go tylko dwa reprezentanci ZSRR: Jewgienij Kulikow oraz Walerij Muratow. Miesiąc później był drugi na mistrzostwach świata w wieloboju sprinterskim w Berlinie, ulegając tylko Johanowi Granathowi ze Szwecji. Był też między innymi piąty na dystansie 500 m podczas igrzysk olimpijskich w Lake Placid w 1980 roku oraz ósmy na mistrzostwach świata w wieloboju sprinterskim w Inzell rok wcześniej.